# Droga krajowa B69 (Niemcy)
Droga krajowa 69 (niem. Bundesstraße 69, B 69) – niemiecka droga krajowa przebiegająca  na osi północ południe od skrzyżowania z drogą B51 na obwodnicy Diepholz do skrzyżowania z autostradą A1 na węźle Cloppenburg koło Bühren w Dolnej Saksonii.